# 강회 (중국)
강회(江淮)는 중국 장강과 화이허 사이 평원을 일컫는 말이다. 현재 안후이성과 장쑤성에 해당한다.